# 小保内聖子
椛沢 聖子（かばさわ せいこ、1940年2月16日 - 2023年3月6日）は、日本の陸上競技選手である。旧姓：小保内（おぼない）。
1958年アジア競技大会（東京）と1962年アジア競技大会（インドネシア・ジャカルタ）に出場し、砲丸投で金メダル、円盤投で銀メダルを獲得した。
1964年東京オリンピックで女子砲丸投に出場した。
1957年岩手日報体育賞を受賞。2023年3月6日、病気の為東京都内の病院にて死去。84歳没。

## 参照資料
1. ↑  “Asian Games”.   gbrathletics. 2024年2月29日閲覧。
2. ↑  “Seiko Obonai Olympic Results”.  Sports Reference LLC. 2020年4月17日時点のオリジナルよりアーカイブ。2018年1月7日閲覧。
3. 1 2  “訃報”. IWATE NIPPO 岩手日報. 2023年3月12日閲覧。